# رایسدورف
رایسدورف (به آلمانی: Raisdorf) یک منطقهٔ مسکونی در آلمان است که در شونتیننتال واقع شده‌است. رایسدورف ۷٬۶۷۵ نفر جمعیت دارد.